# کلایرتون (پنسیلوانیا)
کلایرتون (به انگلیسی: Clairton) شهری در ایالت پنسیلوانیا کشور ایالات متحده آمریکا است که جمعیت آن در سرشماری سال ۲۰۱۰ میلادی، ۶٬۷۹۶ نفر بوده‌است.